# Nokia 1110
Nokia 1110 y Nokia 1110i son dos teléfonos móviles de bajo coste fabricados por Nokia que operan en  GSM.  El 1110 fue lanzado al mercado en 2005, y el 1110i en 2006. Ambos modelos fueron considerados como "el primer teléfono" para los nuevos usuarios. Desde el punto de vista de Nokia, el 1110i tenía la ventaja de la facilidad de uso y precio accesible.  Estos teléfonos son muy parecidos (en funcionalidad) al Nokia 1100.
En enero de 2007, Nokia vendió el 1110 como su modelo monocromático básico de bajo costo. Uno de sus mercados clave es el de los países en vías de desarrollo. Ha sido uno de los teléfonos más vendidos del mundo en la historia de la telefonía celular, debido a su bajo costo y diseño simple, que hacía fácil su uso.

## Características
- Alarma y reloj
- Agenda basada en iconos con menú de navegación simplificado
- 20-tonos polifónicos con  MP3
- Nuevo display monocromático invertido con luz de fondo ámbar (el 1110i tenía un display monocromático no invertido)
- Modo de demostración gráfica de las características del teléfono, con y sin tarjeta SIM
- Visor de reloj analógico
- Control de llamadas (temporizadores, contadores)
- Antena interna
- Carátula de color intercambiable Xpress-on™
- Mensajería por imagen para enviar imágenes de felicitación
- Tres juegos nativos
- Tecla de scroll de cuatro posiciones
- Borrado sencillo de múltiples mensajes
- Borrado de items en el editor SMS
- Tiempo de conversación de cinco horas
- El nuevo juego SNAKE XENZIA